# Grand Prix Kataru 2024
Grand Prix Kataru 2024 (oficiálně Formula 1 Qatar Airways Qatar Grand Prix 2024) se jela na okruhu Losail International Circuit v Lusailu v Kataru dne 1. prosince 2024. Závod byl dvacátým třetím v pořadí v sezóně 2024 šampionátu Formule 1 a šestým v sezóně ve sprintovém formátu.

## Sprintový rozstřel
Sprintový rozstřel se uskutečnil 29. listopadu 2024 ve 20:30 místního času (UTC+3).
| Poř.                        | Č. | Jezdec           | Konstruktér                  | Časy v kvalifikaci | Časy v kvalifikaci | Časy v kvalifikaci | Pořadí na startu |
| Poř.                        | Č. | Jezdec           | Konstruktér                  | SQ1                | SQ2                | SQ3                | Pořadí na startu |
| --------------------------- | -- | ---------------- | ---------------------------- | ------------------ | ------------------ | ------------------ | ---------------- |
| 1                           | 4  | Lando Norris     | McLaren-Mercedes             | 1:21.356           | 1:21.231           | 1:21.012           | 1                |
| 2                           | 63 | George Russell   | Mercedes                     | 1:22.021           | 1:21.488           | 1:21.075           | 2                |
| 3                           | 81 | Oscar Piastri    | McLaren-Mercedes             | 1:22.218           | 1:21.548           | 1:21.171           | 3                |
| 4                           | 55 | Carlos Sainz Jr. | Ferrari                      | 1:21.838           | 1:21.809           | 1:21.281           | 4                |
| 5                           | 16 | Charles Leclerc  | Ferrari                      | 1:22.156           | 1:21.818           | 1:21.308           | 5                |
| 6                           | 1  | Max Verstappen   | Red Bull Racing-Honda RBPT   | 1:22.033           | 1:21.784           | 1:21.315           | 6                |
| 7                           | 44 | Lewis Hamilton   | Mercedes                     | 1:22.151           | 1:21.734           | 1:21.474           | 7                |
| 8                           | 10 | Pierre Gasly     | Alpine-Renault               | 1:22.586           | 1:22.352           | 1:21.978           | 8                |
| 9                           | 27 | Nico Hülkenberg  | Haas-Ferrari                 | 1:22.569           | 1:22.318           | 1:22.088           | 9                |
| 10                          | 30 | Liam Lawson      | RB-Honda RBPT                | 1:22.705           | 1:22.393           | 1:22.577           | 10               |
| 11                          | 14 | Fernando Alonso  | Aston Martin Aramco-Mercedes | 1:22.499           | 1:22.433           |                    | 11               |
| 12                          | 23 | Alexander Albon  | Williams-Mercedes            | 1:22.705           | 1:22.526           |                    | 12               |
| 13                          | 77 | Valtteri Bottas  | Kick Sauber-Ferrari          | 1:22.506           | 1:22.538           |                    | 13               |
| 14                          | 18 | Lance Stroll     | Aston Martin Aramco-Mercedes | 1:22.522           | 1:22.599           |                    | 14               |
| 15                          | 20 | Kevin Magnussen  | Haas-Ferrari                 | 1:22.560           | 1:22.738           |                    | 15               |
| 16                          | 11 | Sergio Pérez     | Red Bull Racing-Honda RBPT   | 1:22.718           |                    |                    | PL               |
| 17                          | 22 | Júki Cunoda      | RB-Honda RBPT                | 1:22.722           |                    |                    | 16               |
| 18                          | 31 | Esteban Ocon     | Alpine-Renault               | 1:22.906           |                    |                    | 17               |
| 19                          | 24 | Čou Kuan-jü      | Kick Sauber-Ferrari          | 1:22.948           |                    |                    | 18               |
| 20                          | 43 | Franco Colapinto | Williams-Mercedes            | 1:23.423           |                    |                    | PL               |
| 107 % času vítěze: 1:27.050 |    |                  |                              |                    |                    |                    |                  |
| Zdroj:                      |    |                  |                              |                    |                    |                    |                  |

Poznámky
1. 1 2  Sergio Pérez a Franco Colapinto se kvalifikovali na 16. a 20. místě, museli ale odstartovat z boxů kvůli úpravám jejich monopostů během parc fermé.

## Sprint
Sprint se uskutečnil 30. listopadu 2024 v 17:00 místního času (UTC+3).
| Poř.                                                               | No. | Jezdec           | Konstruktér                  | Počet kol | Čas/Odstoupení | Start | Body |
| ------------------------------------------------------------------ | --- | ---------------- | ---------------------------- | --------- | -------------- | ----- | ---- |
| 1                                                                  | 81  | Oscar Piastri    | McLaren-Mercedes             | 19        | 27:03.010      | 3     | 8    |
| 2                                                                  | 4   | Lando Norris     | McLaren-Mercedes             | 19        | +0.136         | 1     | 7    |
| 3                                                                  | 63  | George Russell   | Mercedes                     | 19        | +0.410         | 2     | 6    |
| 4                                                                  | 55  | Carlos Sainz Jr. | Ferrari                      | 19        | +1.326         | 4     | 5    |
| 5                                                                  | 16  | Charles Leclerc  | Ferrari                      | 19        | +5.073         | 5     | 4    |
| 6                                                                  | 44  | Lewis Hamilton   | Mercedes                     | 19        | +5.650         | 7     | 3    |
| 7                                                                  | 27  | Nico Hülkenberg  | Haas-Ferrari                 | 19        | +8.508         | 9     | 2    |
| 8                                                                  | 1   | Max Verstappen   | Red Bull Racing-Honda RBPT   | 19        | +10.368        | 6     | 1    |
| 9                                                                  | 10  | Pierre Gasly     | Alpine-Renault               | 19        | +14.513        | 8     |      |
| 10                                                                 | 20  | Kevin Magnussen  | Haas-Ferrari                 | 19        | +15.485        | 15    |      |
| 11                                                                 | 14  | Fernando Alonso  | Aston Martin Aramco-Mercedes | 19        | +19.204        | 11    |      |
| 12                                                                 | 77  | Valtteri Bottas  | Kick Sauber-Ferrari          | 19        | +23.351        | 13    |      |
| 13                                                                 | 18  | Lance Stroll     | Aston Martin Aramco-Mercedes | 19        | +24.421        | 14    |      |
| 14                                                                 | 31  | Esteban Ocon     | Alpine-Renault               | 19        | +30.379        | 17    |      |
| 15                                                                 | 23  | Alexander Albon  | Williams-Mercedes            | 19        | +33.062        | 12    |      |
| 16                                                                 | 30  | Liam Lawson      | RB-Honda RBPT                | 19        | +34.356        | 10    |      |
| 17                                                                 | 22  | Júki Cunoda      | RB-Honda RBPT                | 19        | +35.102        | 16    |      |
| 18                                                                 | 43  | Franco Colapinto | Williams-Mercedes            | 19        | +35.639        | PL    |      |
| 19                                                                 | 24  | Čou Kuan-jü      | Kick Sauber-Ferrari          | 19        | +1:11.436      | 18    |      |
| 20                                                                 | 11  | Sergio Pérez     | Red Bull Racing-Honda RBPT   | 19        | +1:14.371      | PL    |      |
| Nejrychlejší kolo: Charles Leclerc (Ferrari) – 1:23.923 (18. kolo) |     |                  |                              |           |                |       |      |
| Zdroj:                                                             |     |                  |                              |           |                |       |      |

## Kvalifikace
Kvalifikace se uskutečnila 30. listopadu 2024 ve 21:00 místního času (UTC+3).
| Poř.                        | Č. | Jezdec           | Konstruktér                  | Časy v kvalifikaci | Časy v kvalifikaci | Časy v kvalifikaci | Pořadí na startu |
| Poř.                        | Č. | Jezdec           | Konstruktér                  | Q1                 | Q2                 | Q3                 | Pořadí na startu |
| --------------------------- | -- | ---------------- | ---------------------------- | ------------------ | ------------------ | ------------------ | ---------------- |
| 1                           | 1  | Max Verstappen   | Red Bull Racing-Honda RBPT   | 1:21.579           | 1:20.687           | 1:20.520           | 2                |
| 2                           | 63 | George Russell   | Mercedes                     | 1:21.241           | 1:21.069           | 1:20.575           | 1                |
| 3                           | 4  | Lando Norris     | McLaren-Mercedes             | 1:21.578           | 1:20.983           | 1:20.772           | 3                |
| 4                           | 81 | Oscar Piastri    | McLaren-Mercedes             | 1:21.821           | 1:21.121           | 1:20.829           | 4                |
| 5                           | 16 | Charles Leclerc  | Ferrari                      | 1:21.278           | 1:21.000           | 1:20.852           | 5                |
| 6                           | 44 | Lewis Hamilton   | Mercedes                     | 1:21.637           | 1:21.095           | 1:21.011           | 6                |
| 7                           | 55 | Carlos Sainz Jr. | Ferrari                      | 1:21.447           | 1:21.199           | 1:21.041           | 7                |
| 8                           | 14 | Fernando Alonso  | Aston Martin Aramco-Mercedes | 1:21.608           | 1:21.208           | 1:21.251           | 8                |
| 9                           | 11 | Sergio Pérez     | Red Bull Racing-Honda RBPT   | 1:21.675           | 1:21.425           | 1:21.425           | 9                |
| 10                          | 20 | Kevin Magnussen  | Haas-Ferrari                 | 1:21.891           | 1:21.387           | 1:21.500           | 10               |
| 11                          | 10 | Pierre Gasly     | Alpine-Renault               | 1:21.843           | 1:21.437           |                    | 11               |
| 12                          | 24 | Čou Kuan-jü      | Kick Sauber-Ferrari          | 1:22.103           | 1:21.501           |                    | 12               |
| 13                          | 77 | Valtteri Bottas  | Kick Sauber-Ferrari          | 1:21.927           | 1:21.731           |                    | 13               |
| 14                          | 22 | Júki Cunoda      | RB-Honda RBPT                | 1:22.364           | 1:21.771           |                    | 14               |
| 15                          | 18 | Lance Stroll     | Aston Martin Aramco-Mercedes | 1:22.011           | 1:21.911           |                    | 15               |
| 16                          | 23 | Alexander Albon  | Williams-Mercedes            | 1:22.390           |                    |                    | 16               |
| 17                          | 30 | Liam Lawson      | RB-Honda RBPT                | 1:22.411           |                    |                    | 17               |
| 18                          | 27 | Nico Hülkenberg  | Haas-Ferrari                 | 1:22.442           |                    |                    | 18               |
| 19                          | 43 | Franco Colapinto | Williams-Mercedes            | 1:22.594           |                    |                    | 19               |
| 20                          | 31 | Esteban Ocon     | Alpine-Renault               | 1:22.714           |                    |                    | 20               |
| 107 % času vítěze: 1:26.927 |    |                  |                              |                    |                    |                    |                  |
| Zdroj:                      |    |                  |                              |                    |                    |                    |                  |

Poznámky
1. ↑  Max Verstappen vyhrál kvalifikaci, obdržel ale penalizaci 1 místa na startu za příliš pomalou jízdu v Q3.

## Závod
Závod se uskutečnil 1. prosince 2024 v 19:00 místního času (UTC+3).
| Poř.                                                                     | No. | Jezdec           | Konstruktér                  | Počet kol | Čas/Odstoupení  | Start | Body |
| ------------------------------------------------------------------------ | --- | ---------------- | ---------------------------- | --------- | --------------- | ----- | ---- |
| 1                                                                        | 1   | Max Verstappen   | Red Bull Racing-Honda RBPT   | 57        | 1:31:05.323     | 2     | 25   |
| 2                                                                        | 16  | Charles Leclerc  | Ferrari                      | 57        | +6.031          | 5     | 18   |
| 3                                                                        | 81  | Oscar Piastri    | McLaren-Mercedes             | 57        | +6.819          | 4     | 15   |
| 4                                                                        | 63  | George Russell   | Mercedes                     | 57        | +14.104         | 1     | 12   |
| 5                                                                        | 10  | Pierre Gasly     | Alpine-Renault               | 57        | +16.782         | 11    | 10   |
| 6                                                                        | 55  | Carlos Sainz Jr. | Ferrari                      | 57        | +17.476         | 7     | 8    |
| 7                                                                        | 14  | Fernando Alonso  | Aston Martin Aramco-Mercedes | 57        | +19.867         | 8     | 6    |
| 8                                                                        | 24  | Čou Kuan-jü      | Kick Sauber-Ferrari          | 57        | +25.360         | 12    | 4    |
| 9                                                                        | 20  | Kevin Magnussen  | Haas-Ferrari                 | 57        | +32.177         | 10    | 2    |
| 10                                                                       | 4   | Lando Norris     | McLaren-Mercedes             | 57        | +35.762         | 3     | 2    |
| 11                                                                       | 77  | Valtteri Bottas  | Kick Sauber-Ferrari          | 57        | +50.243         | 13    |      |
| 12                                                                       | 44  | Lewis Hamilton   | Mercedes                     | 57        | +56.122         | 6     |      |
| 13                                                                       | 22  | Júki Cunoda      | RB-Honda RBPT                | 57        | +1:01.100       | 14    |      |
| 14                                                                       | 30  | Liam Lawson      | RB-Honda RBPT                | 57        | +1:02.656       | 17    |      |
| 15                                                                       | 23  | Alexander Albon  | Williams-Mercedes            | 56        | +1 kolo         | 16    |      |
| Ret                                                                      | 27  | Nico Hülkenberg  | Haas-Ferrari                 | 39        | Roztočení       | 18    |      |
| Ret                                                                      | 11  | Sergio Pérez     | Red Bull Racing-Honda RBPT   | 38        | Spojka          | 9     |      |
| Ret                                                                      | 18  | Lance Stroll     | Aston Martin Aramco-Mercedes | 8         | Následky nehody | 15    |      |
| Ret                                                                      | 31  | Esteban Ocon     | Alpine-Renault               | 0         | Kolize          | 20    |      |
| Ret                                                                      | 43  | Franco Colapinto | Williams-Mercedes            | 0         | Kolize          | 19    |      |
| Nejrychlejší kolo: Lando Norris (McLaren-Mercedes) – 1:22.384 (56. kolo) |     |                  |                              |           |                 |       |      |
| Zdroj:                                                                   |     |                  |                              |           |                 |       |      |

Poznámky
1. ↑  George Russell obdržel penalizaci 5 sekund za nedodržení pravidel během jízdy za safety carem. Jeho konečná pozice tím nebyla ovlivněna.
2. ↑  Včetně bodu za nejrychlejší kolo.

## Průběžné pořadí po závodě
|        | Pořadí | Jezdec           | Body |
| ------ | ------ | ---------------- | ---- |
|        | 1      | Max Verstappen   | 429  |
|        | 2      | Lando Norris     | 349  |
|        | 3      | Charles Leclerc  | 341  |
|        | 4      | Oscar Piastri    | 291  |
|        | 5      | Carlos Sainz Jr. | 272  |
| Zdroj: |        |                  |      |

|        | Pořadí | Konstruktér                  | Body |
| ------ | ------ | ---------------------------- | ---- |
|        | 1      | McLaren-Mercedes             | 640  |
|        | 2      | Ferrari                      | 619  |
|        | 3      | Red Bull Racing-Honda RBPT   | 581  |
|        | 4      | Mercedes                     | 446  |
|        | 5      | Aston Martin Aramco-Mercedes | 92   |
| Zdroj: |        |                              |      |